# Акинфов, Иван Павлович
Иван Павлович Акинфов — стольник, наместник и воевода во времена правления Михаила Фёдоровича и Алексея Михайловича
Из дворянского рода Акинфовы (ветвь идущая из Золотой Орды). Сын Павла Ивановича Акинфова.

## Биография
Из жильцов пожалован в стряпчие (23 июля 1634). Дневали ночевал в царском дворце (04 октября 1638 и 17 сентября 1640). Послан от Государя в Тулу к стольнику князю Черкасскому с наказами и списками (10 мая 1645). Пожалован из стряпчих в стольники (01 октября 1646). В день Пасхи стоял вторым у государева стола в Столовой палате (18 апреля 1647). В бракосочетание царя Алексея Михайловича с Марией Ильиничной Милославской ставил кушанье в большой государев стол (16-18 января 1648). Воевода и сыщик в Якутске (1651-1652). В Вербное воскресенье (19 марта 1654) и Пасху, в именины царицы Марии Ильиничны (01 апреля 1654) потчивал сибирского царевича при государевом столе в Золотой палате. Воевода в Енисейске (1655 по 19 августа 1656). Пристав у польского и азовского посла (16 марта 1657). В крестины царевны Марии Алексеевны (19 февраля 1660) и в именины Государя (17 марта 1660) потчивал касимовского и сибирского царевичей у государева стола в Золотой палате. Послан 2-м полковым воеводою в Переславль (02 мая 1660). Находился в плену у поляков (1662), в том же году освобождён и был у Государевой руки (29 сентября 1662). Стольник и воевода в Тамбове (1664-1665). Стольник и наместник бологовский (1667), послан послом в Польшу для предложения на сейме проекта о замирении с турками и татарами. Судья в Пушкарском приказе (1668-1671). Воевода в Казани (1673-1674).